# Phylloxerina salicola
Phylloxerina salicola är en insektsart som först beskrevs av Theodore Pergande 1904.  Phylloxerina salicola ingår i släktet Phylloxerina och familjen dvärgbladlöss. Inga underarter finns listade i Catalogue of Life.